# تاوشاو
شهر تاوشاو (به آلمانی: Taucha) در ایالت زاکسن در کشور آلمان واقع شده‌است.